# Peces d'escacs màgiques
Una peça d'escacs màgica (o simplement, en forma abreujada, peça màgica) o peça no ortodoxa és una peça d'escacs que no s'utilitza en el joc convencional, sinó que és usada en algunes variacions dels escacs i alguns problemes d'escacs. Aquestes peces solen tenir moviments variats i propietats especials.
A causa del caràcter no coordinat en desenvolupament dels escacs no ortodoxos, sovint la mateixa peça és esmentada amb diferents noms, o el mateix nom s'utilitza per a peces diferents en diferents contextos (problemes d'escacs, diverses variants d'escacs, etc.).